# Frederick Riddle
Frederick Craig Riddle (20. dubna 1912 Liverpool – 5. února 1995 Newport) byl anglický violista.

## Život
Narodil se v Liverpoolu a v letech 1928 až 1933 studoval na Royal College of Music v Londýně. V letech 1933 až 1938 působil v Londýnském symfonickém orchestru a následně začal hrát první violu v Londýnském filharmonickém orchestru. Od roku 1953 působil v Královském filharmonickém orchestru. V roce 1937 hrál v první nahrávce violového koncertu Williama Waltona. Dále hrál na nahrávkách Wolfganga Amadea Mozarta, Hectora Berlioza, Richarda Strausse a dalších. Hrál první violu při premiérách violových skladeb od Malcolma Arnolda, Arthura Benjamina a Giorgia Federica Ghediniho. V roce 1980 mu byl udělen Řád britského impéria. Byl dvakrát ženatý a měl tři dcery.
Zemřel v Newportu na ostrově Wight ve věku 82 let.